# اقلیدس ۴۳۵۴
سیارک ۴۳۵۴ (به انگلیسی: 4354 Euclides، نامگذاری:2142P-L) چهار هزار و سیصد و پنجاه و چهارمین سیارک کشف شده‌است که در ۲۴ سپتامبر ۱۹۶۰ کشف شد.
قدر مطلق سیارک برابر ۱۳٫۸۰ است.